# Téva
Téva és un canal de televisió francès de caràcter generalista, tot i centrar-se en un públic més femení i familiar, propietat del grup M6. Téva va emetre els seus primers programes el 10 de novembre del 2009. En un principi el canal estava disponible per cable, satèl·lit i ADSL. Però amb l'arribada de la televisió digital terrestre francesa, el Consell de l'Audiovisual francès va decidir que volia omplir la proposta televisiva amb més canals. Téva s'hi va presentar i avui aconsegueix liderar franges horàries en audiència. Els inicis el deu director fou Robin Leproux, personalitat francesa del món dels negocis, que col·labora estretament amb M6, RTL i al club de futbol Paris Saint-Germain. Tanmateix, el càrrec avui l'ocupa Thomas Valentin des del 2009.